# Euler (teckensnitt)
Euler är ett typsnitt (teckensnitt) för matematik som utformats av Hermann Zapf och Donald Ervin Knuth. Namnet är en hyllning till en av 1700-talets stora matematiker, Leonhard Euler, vars handskrift även fick inspirera typsnittets form.

## Form
Zapf och Knuth var tidigt överens om att skapa en helt egen familj av typsnitt som inte byggde på något befintligt typsnitt för text, samt att den skulle ha drag av handstil och vara upprätt. Det sistnämnda är lite ovanligt då matematik normalt typsätts med lutad eller kursiverad stil. Från Leonhard Eulers gamla anteckningar hämtades inspiration till bland annat siffran noll, vars övre del som synes inte är avrundad utan spetsig. Följande exempel visar de arabiska siffrorna, gemena latinska alfabetet samt gemena respektive versala grekiska alfabetet. Utöver detta fanns även versala latinska bokstäver, versala kalligrafiska bokstäver (script), fraktur samt feta varianter av samtliga nämnda, plus naturligtvis de övriga matematiska symboler som behövs.
Insatta i sitt sammanhang kan de se ut så här:

## Historia
År 1979 tillsatte American Mathematical Society (AMS) en kommitté för att bland annat undersöka hur AMS skulle utnyttja de nya digitala möjligheterna att framställa trycksaker. Zapf och Knuth var båda medlemmar i kommittén och kom överens om att tillsammans utveckla ett helt nytt typsnitt som skulle kunna ersatta AMS dåvarande användning av Times Italic för typsättning av matematik, men även kunna vara till nytta för hela matematikvärlden. Som plattform för det nya typsnittet valdes (föga förvånande) Tex och Metafont, och arbetet inleddes i februari 1980 när Zapf besökte Knuth på Stanford University. Arbetsgången blev den att Zapf skickade skisser av tecknen till Knuth, som omsatte dem i Metafont-kod. I september 1980 skickades ett ganska färdigt förslag ut till kommittén, vars övriga ledamöter inkom med kommentarer som ledde till förbättringar. Att färdigställa den omfattande familjen av typsnitt tog flera år, och den första boken som använde Euler blev Knuths egna Concrete Mathematics.
Processen när Euler utvecklades beskrivs utförligt i en artikel av Zapf och Knuth som bland annat publicerats i boken Digital Typography.